# Gösta Lindquist (jurist)
Gustaf (Gösta) Johan August Lindquist, född den 10 januari 1868 i Marstrand, död den 31 januari 1958 i Gullringsbo, Jonsered, var en svensk jurist.
Lindquist blev student vid Lunds universitet 1888 och avlade examen till rättegångsverken där 1891. Han blev extra ordinarie notarie i Göta hovrätt sistnämnda år, var vice auditör i Kalmar regemente 1895–1903 och rådman i Vimmerby 1897–1901, blev tillförordnad domhavande i Sunnervikens domsaga 1907,  adjungerad ledamot av Göta hovrätt 1908 och tillförordnad revisionssekreterare 1909. Lindquist var häradshövding i Östernärkes domsaga 1910–1938. Han var krigsdomare vid Livregementets grenadjärer 1915–1936, vid Västmanlands regemente och Svea trängkår 1915–1926 och vid Södermanlands regemente 1915–1921. Lindquist var ledamot i direktionen för Skandinaviska kreditaktiebolaget i Örebro 1913–1938 (vice ordförande 1929–1923, ordförande 1932–1938), ordförande i styrelsen för offentliga arbetsförmedlingen där 1913–1938, ordförande i skiljenämnd enligt järnvägstrafikstadgan 1912–1938 och ordförande i poliskollegiet för Örebro län 1926–1935. Han blev riddare av Nordstjärneorden 1921 och kommendör av andra klassen av samma orden 1935.